# Lastra fotografica

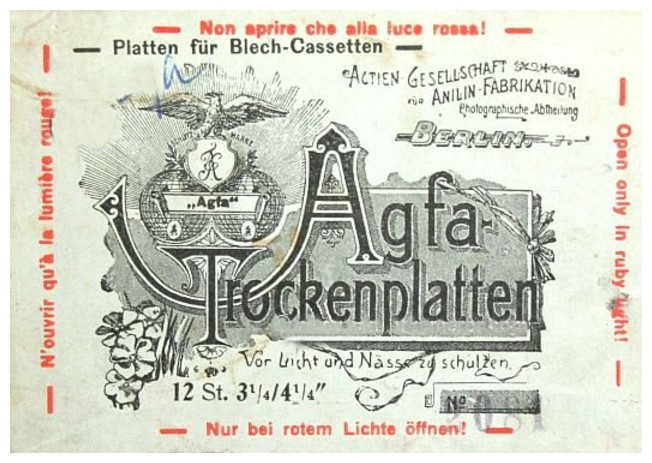
Lastre fotografiche agfa, 1880

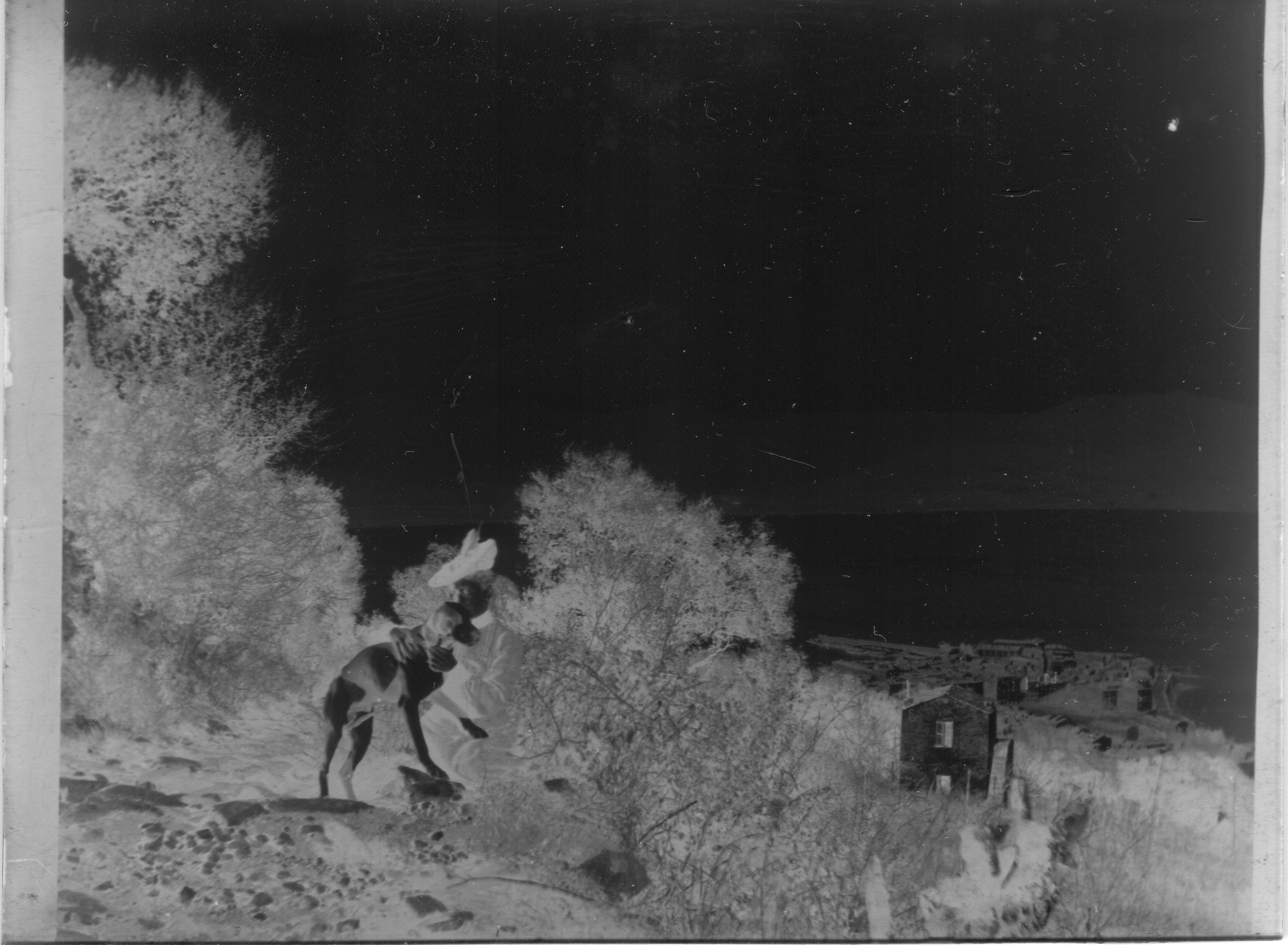
Negativo di una lastra fotografica

La lastra fotografica o più modernamente la pellicola piana è un supporto fotografico per fotocamere di grande formato, utilizzato per la ripresa di immagini statiche, in genere negative ma anche positive. In origine la lastra era in vetro, poi di pellicola in materiale plastico, un po' meno consistente del vetro, ma più consistente rispetto alla normale pellicola fotografica in rulli o rullini, utilizzata nelle più comuni ed economiche fotocamere portatili. Le lastre e le pellicole piane sono contenute singolarmente in speciali telai a prova di luce, che vengono inseriti nella fotocamera (in genere, un banco ottico) uno alla volta, uno per ogni posa, dopo aver messo a fuoco il soggetto da fotografare.

## Storia
Le lastre di vetro erano di gran lunga superiori alla pellicola per l'imaging di qualità di ricerca perché erano stabili e avevano meno probabilità di piegarsi o distorcersi, soprattutto nei fotogrammi di grande formato per l'imaging ad ampio campo. Le prime lastre utilizzavano il processo al collodio umido. Il processo con lastre umide fu sostituito alla fine del XIX secolo da lastre gelatinose a secco. Un banco ottico soprannominato "The Mammoth" del peso di 1.400 libbre (640 kg) fu costruito da George R. Lawrence nel 1899, appositamente per fotografare il treno "The Alton Limited " di proprietà della Chicago & Alton Railway. Ha scattato fotografie su lastre di vetro che misuravano 8 piedi (2,4 m) × 4,5 piedi (1,4 m).
Il materiale fotografico su lastra di vetro è in gran parte scomparso dal mercato di consumo nei primi anni del 20º secolo, poiché venivano sempre più adottate pellicole più convenienti e meno fragili. Tuttavia, secondo quanto riferito, le lastre fotografiche venivano ancora utilizzate da un'azienda fotografica a Londra fino agli anni '70, e da una di Bradford chiamata Belle Vue Studio che chiuse nel 1975. Erano ampiamente utilizzate dalla comunità astronomica professionale fino agli anni '90. Si tengono ancora seminari sull'uso della fotografia su lastra di vetro come mezzo alternativo o per uso artistico.
| Conosciuta come  | Imperiale       | Metrico       |
| ---------------- | --------------- | ------------- |
| Quarto di lastra | 3¼ × 4¼ pollici | 83 mm×108 mm  |
| Mezza lastra     | 4¾ × 6½ pollici | 120 mm×165 mm |
| Lastra intera    | 6½ × 8½ pollici | 216 mm×165 mm |

## Principio di funzionamento
Questo tipo di supporto consiste di una lastra di vetro su cui viene applicata una emulsione fotosensibile di sali di argento - come il bromuro di argento. Questo tipo di supporto è stato largamente soppiantato nei primi anni del XX secolo, dall'introduzione dell'utilizzo della celluloide e dalla successiva creazione della pellicola fotografica a bobina.

## Applicazioni

### Applicazioni in campo scientifico
Le lastre fotografiche, in vetro, sono rimaste in uso per applicazioni scientifiche e astronomiche, poiché considerate superiori alle pellicole per lo sviluppo di immagini nel campo della ricerca scientifica, essendo estremamente stabili e resistenti, specialmente nei formati più grandi. Tali lastre reagiscono a circa il 2% della luce ricevuta.
Particolari lastre fotografiche sono state montate come rivelatori sui primi spettrografi di massa (inventati da Francis William Aston), precursori dei moderni spettrometri. Gli ioni venivano deflessi da un campo magnetico e impattavano sulla lastra macchiandola, dalla posizione delle macchie si poteva risalire alla traiettoria degli ioni e di conseguenza alla loro massa.

### Applicazioni in campo medico
Le moderne lastre in materiale plastico, vengono utilizzate soprattutto in ambito medico per la realizzazione di lastre radiografiche. Tuttavia anche questa tecnologia sta via via venendo rimpiazzata da dispositivi digitali, che non necessitano di supporti negativi.

### Applicazioni in stereoscopia
Tra la fine dell'Ottocento e gli inizi del Novecento la lastra fotografica su vetro è stata ampiamente impiegata come supporto per positive trasparenti stereoscopiche. Queste lastre venivano utilizzate infatti per la stampa di negative in bianco e nero stereoscopiche, creando così degli stereogrammi trasparenti, sovente colorati a mano, che potevano essere visualizzati per retroilluminazione.
Questo tipo di "diapositive" venivano visualizzate con lo stereoscopio ottocentesco di tipo Brewster o Holmes ed erano inserite nel Kaiserpanorama, nel qual caso riproducevano più frequentemente vedute della Germania Guglielmina e dell'Europa della Belle Époque.

### Astronomia
Molte famose indagini astronomiche furono effettuate utilizzando lastre fotografiche, tra cui la prima Palomar Observatory Sky Survey (POSS) degli anni '50, la successiva indagine POSS-II degli anni '90 e l'indagine Schmidt del Regno Unito sulle declinazioni meridionali. Un certo numero di osservatori, tra cui l'Harvard College e il Sonneberg, mantengono ampi archivi di lastre fotografiche, che vengono utilizzate principalmente per la ricerca storica sulle stelle variabili.
Molti oggetti del sistema solare sono stati scoperti utilizzando lastre fotografiche, sostituendo i precedenti metodi visivi. La scoperta dei pianeti minori utilizzando lastre fotografiche fu intrapresa da Max Wolf a partire dalla scoperta di 323 Brucia nel 1891. Il primo satellite naturale scoperto utilizzando lastre fotografiche fu Phoebe nel 1898. Plutone fu scoperto utilizzando lastre fotografiche in un comparatore intermittente; la sua luna Caronte fu scoperta 48 anni dopo, nel 1978, dall'astronomo James W. Christy dello United States Naval Observatory esaminando attentamente un rigonfiamento nell'immagine di Plutone su una lastra fotografica.
Le lastre con supporto in vetro, anziché la pellicola, venivano generalmente utilizzate in astronomia perché non si restringono né si deformano notevolmente durante il processo di sviluppo o in caso di cambiamenti ambientali. Diverse importanti applicazioni dell'astrofotografia, tra cui la spettroscopia astronomica e l'astrometria, continuarono a utilizzare le lastre fino a quando l'immagine digitale non migliorò al punto da poter superare i risultati fotografici. Kodak e altri produttori interruppero la produzione della maggior parte dei tipi di lastre poiché il loro mercato diminuì tra il 1980 e il 2000, ponendo fine alla maggior parte degli usi astronomici rimanenti, compreso l'uso per le rilevazioni del cielo.

### Fisica
Le lastre fotografiche erano anche uno strumento importante nella prima fisica delle particelle, poiché venivano annerite dalle radiazioni ionizzanti. Ernest Rutherford fu uno dei primi a studiare l'assorbimento, in vari materiali, dei raggi prodotti nel decadimento radioattivo, utilizzando lastre fotografiche per misurare l'intensità dei raggi. Lo sviluppo di emulsioni nucleari ottimizzate per il rilevamento delle particelle negli anni '30 e '40, prima nei laboratori di fisica, poi da parte di produttori commerciali, ha consentito la scoperta e la misurazione sia del mesone pi che del mesone K, nel 1947 e nel 1949, dando inizio a un'ondata di nuove particelle scoperte nella seconda metà del XX secolo.

### Microscopia elettronica
Le emulsioni fotografiche erano originariamente rivestite su sottili lastre di vetro per l'imaging con microscopi elettronici, che fornivano un piano più rigido, stabile e piatto rispetto alle pellicole plastiche. A partire dagli anni '70, emulsioni a grana fine ad alto contrasto rivestite su pellicole plastiche più spesse prodotte da Kodak, Ilford e DuPont hanno sostituito le lastre di vetro. Queste pellicole sono state in gran parte sostituite dalle tecnologie di imaging digitale.

## Conservazione
Diverse istituzioni hanno istituito archivi per preservare le lastre fotografiche e impedire la perdita delle loro preziose informazioni storiche. L'emulsione sulla piastra può deteriorarsi. Inoltre, la lastra di vetro è fragile e soggetta a crepe se non conservata correttamente.

### Archivi storici
La Biblioteca del Congresso degli Stati Uniti possiede una vasta collezione di negativi fotografici su lastre umide e asciutte, risalenti al periodo dal 1855 al 1900, oltre 7.500 dei quali sono stati digitalizzati dal periodo dal 1861 al 1865. Il Museo George Eastman conserva una vasta collezione di lastre fotografiche. Nel 1955, negativi su lastra bagnata che misuravano 4 piedi e 6 pollici (1,37 m) × 3 piedi e 2 pollici (0,97 m) furono scoperti nel 1951 come parte della Collezione Holtermann. Questi presumibilmente erano i più grandi negativi di vetro scoperti in quel momento. Queste immagini furono scattate nel 1875 da Charles Bayliss e formavano il panorama "Shore Tower" del porto di Sydney. Le stampe a contatto all'albume realizzate da questi negativi si trovano nel patrimonio della Collezione Holtermann, i negativi sono elencati tra gli attuali possedimenti della Collezione.

### Archivi scientifici
La conservazione delle lastre fotografiche è un'esigenza particolare in astronomia, dove i cambiamenti spesso avvengono lentamente e le lastre rappresentano registrazioni insostituibili del cielo e degli oggetti astronomici che risalgono a oltre 100 anni fa. Il metodo di digitalizzazione delle tavole astronomiche consente un accesso facile e gratuito a questi dati astronomici unici ed è uno degli approcci più popolari per preservarli. Questo approccio è stato applicato all'Osservatorio Astrofisico Baldone dove sono state scansionate e catalogate circa 22.000 lastre di vetro e pellicola del telescopio Schmidt. Un altro esempio di archivio di lastre astronomiche è l'Astronomical Photographic Data Archive (APDA) presso il Pisgah Astronomical Research Institute (PARI). L'APDA è stata creata in risposta alle raccomandazioni di un gruppo di scienziati internazionali che si sono riuniti nel 2007 per discutere su come preservare al meglio le placche astronomiche. Le discussioni hanno rivelato che alcuni osservatori non potevano più conservare le loro collezioni di lastre e avevano bisogno di un luogo dove archiviarle. APDA si dedica all'alloggiamento e alla catalogazione delle lastre indesiderate, con l'obiettivo di catalogare eventualmente le lastre e creare un database di immagini a cui può accedere via Internet la comunità globale di scienziati, ricercatori e studenti. APDA ha ora una raccolta di oltre 404.000 immagini fotografiche provenienti da oltre 40 osservatori ospitati in un edificio sicuro con controllo ambientale. La struttura possiede diversi scanner per lastre, tra cui due ad alta precisione, GAMMA I e GAMMA II, costruiti per la NASA e lo Space Telescope Science Institute (STScI) e utilizzati da un team sotto la guida del defunto Barry Lasker per sviluppare il Guide Star Catalog e il Digitized Sky Survey utilizzati per guidare e dirigere il telescopio spaziale Hubble. Il sistema di archiviazione in rete di APDA può archiviare e analizzare più di 100 terabyte di dati.
Una collezione storica di lastre fotografiche dell'osservatorio di Monte Wilson è disponibile presso gli Osservatori Carnegie. I metadati sono disponibili tramite un database consultabile, mentre una parte delle tavole è stata digitalizzata.